# Labour of Love III
Labour of Love III é o décimo terceiro álbum de estúdio da banda UB40, lançado a 21 de setembro de 1998.
O disco atingiu o nº 8 das paradas do Reino Unido, sendo certificado disco de ouro.

## Faixas
1. "Holly Holy" - 3:35
2. "It's My Delight" - 3:57
3. "Come Back Darling" - 3:29
4. "Never Let Go" - 3:18
5. "Soul Rebel" - 3:55
6. "My Best Girl" - 4:10
7. "Good Ambition" - 2:22
8. "The Train Is Coming" - 4:18
9. "Blood and Fire" - 3:59
10. "Mr. Fix It" - 3:23
11. "Stay a Little Bit Longer" - 2:52
12. "Someone Like You" - 4:52
13. "The Time Has Come" - 4:55
14. "Crying over You" - 3:58
15. "Legalize It" - 9:57

## Paradas
| Ano  | Parada            | Posição |
| ---- | ----------------- | ------- |
| 1999 | Top Reggae Albums | 1       |